# Brugsch Handelsblad
Het Brugsch Handelsblad is een lokaal weekblad, in Brugge gesticht in 1906.

## Geschiedenis
Het Brugsch Handelsblad verscheen voor het eerst op 23 juni 1906. De ondertitel luidde: Onpartijdig Nieuws-, Handels- en Nijverheidsblad.
De stichter was Maurice Herreboudt (1880-1957), die voordien zijn vader en grootvader als uitgevers had gekend van de Gazette van Brugge. Maar toen zijn vader de krant verkocht aan de katholieke senator Leon van Ockerhout, stichtte hij als jonge man zijn eigen krant, waar hij een neutrale koers mee vaarde, als spreekbuis van de Brugse handels- en nijverheidsmiddens.  Als eerste hoofdredacteur werd E. Bouchout-Le Gendre aangesteld, weldra opgevolgd van 1908 tot 1914 door Hendrik De Zeine (1864-1925).
De berichtgeving strekte zich uit over alle gemeenten van het arrondissement Brugge en over sommige gemeenten van het Meetjesland. De krant werd een succes en maakte het leven zeer lastig aan zijn voornaamste concurrent, de Gazette van Brugge, die kort na de Eerste Wereldoorlog verdween. 
Tijdens de Eerste Wereldoorlog kon het Brugsch Handelsblad niet verschijnen, om na de oorlog met des te meer dynamisme op het voorplan te komen. Herman Bossier (Brugge, 1897 - Eigenbrakel, 1970) werd in  1920 redacteur en vervolgens hoofdredacteur. Hij bleef dat tot in 1930 om toen parlementair verslaggever te worden bij De Standaard. De zoons Pierre Herreboudt (1905-1968) en Raymond Herreboudt (1911-1984) namen de zaak van hun vader over.
In 1940 werd de krant door de bezetter verzocht om verder te publiceren en in tegenstelling tot de andere Brugse kranten, ging het Brugsch Handelsblad hierop in, met René Blauwet als hoofdredacteur. In augustus 1941 verhoogde de strengheid vanwege de bezetter, die een Duitsvriendelijke hoofdredacteur eiste. Het werd Jos De Troetsel (1911-1994), een actief collaborateur, behorende tot de plaatselijke leiding van de DeVlag en voorzitter van de lokale afdeling van het racistische Volksverwering. De Herreboudts trokken zich uit het dagelijks bestuur terug. Bij gebrek aan concurrerende kranten, steeg de oplage van circa 20.000 naar meer dan 40.000 exemplaren.
De Herreboudts richtten zich tijdens de oorlog ook op het uitgeven van literair werk en deden dit onder de naam van Uitgeverij Roya. Er kwam een Roya-volksbibliotheek tot stand en een Condorreeks, met populaire verhalen door Hedwig Courths-Mahler en door andere, ondertussen vergeten, Duitse schrijvers van triviale literatuur.
Na de Bevrijding van 12 september 1944 werd een Bevrijdingsnummer gepubliceerd door de Herreboudts, maar er werd onmiddellijk aan de krant een verbod van verder verschijnen opgelegd. Maurice, Pierre en Raymond Herreboudt werden gearresteerd en opgesloten in het Interneringskamp Sint-Kruis. Na verloop van tijd werden ze vrijgelaten en uiteindelijk door het Krijgshof in Gent vrijgesproken. Vanaf 1948 verscheen het Brugsch Handelsblad opnieuw en nam weldra weer een leidende positie in, ten nadele van Burgerwelzijn, Brugsche Courant - Woensdagblad en andere meer efemere bladen.
De krant nam steeds meer omvang, werd langsom meer geïllustreerd en gaf zeer ruime plaats aan het sportnieuws. Daarnaast verscheen het dagelijks nieuws dat werd vergaard, hoofdzakelijk over de stad Brugge en over de haven van Zeebrugge (de krant was een strijdend voorstander van de haven), maar ook over alle gemeenten van het arrondissement. Hiervoor werd een groot aantal freelance medewerkers ingeschakeld. Zowel in Brugge als in elk van de gemeenten werd speciale aandacht besteed aan de politiek en aan de gemeenteraadszittingen. Daarnaast waren er talrijke artikelen gewijd aan historische, culturele en artistieke thema's, met auteurs zoals Valentin Vermeersch, Fernand Bonneure, Albert Schouteet, Gaby Gyselen, Jos De Smet, Luc Decorte, Jan Vandamme, Carlos Vlaemynck, Jaak Fontier en Mark Braet. Daarbij had de krant ook belangstelling voor het nationaal en internationaal politiek gebeuren, waarover wekelijks uitgebreide artikels verschenen. Die werden geschreven door de hoofdredacteurs Roger Corty (tot 1962) en na hem door Elie Bilé (1921-1998), die echter deze oefening niet lang meer verder zette. In 1985 werd Hedwig Dacquin (°1943) hoofdredacteur en bleef dit tot in 1998. De voornaamste journalisten in die periode waren onder meer Jos Blauwet (1921-1987) (tot in 1962), Dani Dacquin (1935-2019) en Hedwig Dacquin, met Fernand Proot (°1943) als huisfotograaf. Patrick Op de Beeck (1935-2017), schoonzoon van Pierre Herreboudt, werd zaakvoerder.
De lokale kranten kregen het vanaf de jaren zeventig moeilijker. Brugsch Handelsblad bleef als enige in Brugge over, maar ook hij leed onder de vermindering van de oplagen, terwijl de investerings- en exploitatiekosten steeds toenamen. In juni 1989 werden de drukkerij-uitgeverij Herreboudt en het Brugsch Handelsblad verkocht aan Roularta en werd de krant een onderdeel van de Krant van West-Vlaanderen. De Brugse drukkerij werd ontmanteld en de gebouwen verkocht. De krant werd voortaan op de persen van Roularta gedrukt, net zoals de gratis krant Kortrijks Handelsblad, die bij Hereboudt werd gedrukt. Jan Herreboudt (zoon van Raymond) bleef, tot aan zijn pensioen in 2017, verantwoordelijk uitgever van het Brugsch Handelsblad. De vaste redacteur Stefan Van Kerkhoven werd bijgestaan door  freelancejournalisten en medewerkers.
De krant werd meer en meer geïntegreerd als onderdeel van de Krant van West-Vlaanderen (een algemene verantwoordelijk uitgever en hoofdredacteur, evenals vaste provinciale medewerkers) en met een zwaartepunt dat niet meer in Brugge, maar in Roeselare te vinden is.